# Baptiste Planckaert

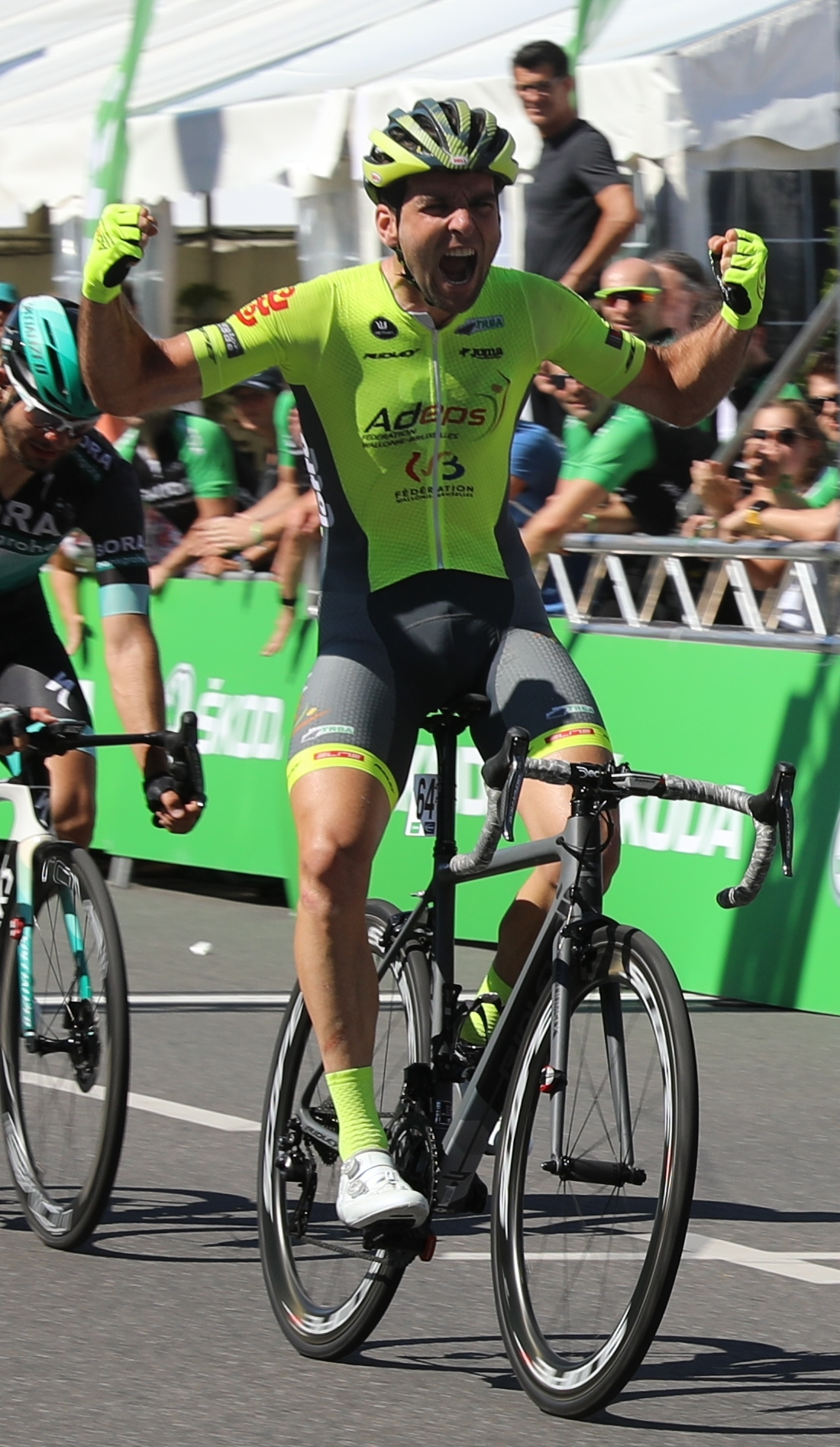
Planckaert wint Ronde von Keulen

Baptiste Planckaert (Kortrijk, 28 september 1988) is een Belgisch wielrenner. Zijn broers Edward en Emiel zijn ook wielrenner.

## Palmares

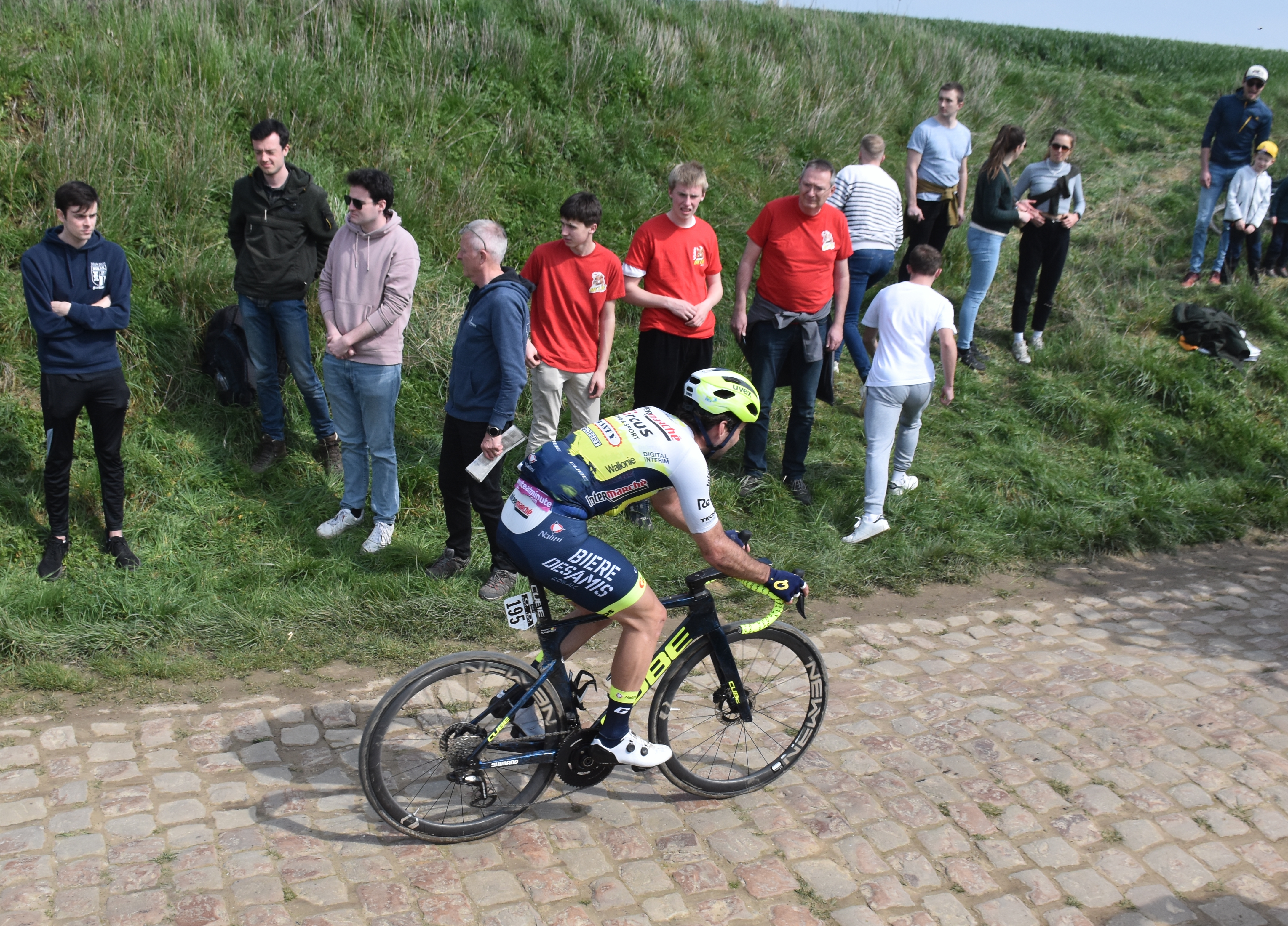
Paris-Roubaix 2023 - Secteur pavé de Quiévy à Saint-Python - N° 195 Baptiste Planckaert.

### Overwinningen
2009
3e etappe Le Triptyque des Monts et Châteaux
2013
GP Raf Jonckheere
2015
Kattekoers
2016
5e etappe Ronde van Normandië
Eindklassement Ronde van Normandië
Ronde van de Finistère
Polynormande
4e etappe Ronde van Tsjechië
2019
Ronde van Keulen
Strijdlustklassement BinckBank Tour

### Resultaten in voornaamste wedstrijden
| Jaar | Ronde van Italië | Ronde van Frankrijk | Ronde van Spanje |
| ---- | ---------------- | ------------------- | ---------------- |
| 2010 |                  |                     |                  |
| 2011 |                  |                     |                  |
| 2012 |                  |                     |                  |
| 2013 |                  |                     |                  |
| 2014 |                  |                     |                  |
| 2015 |                  |                     |                  |
| 2017 |                  |                     |                  |
| 2018 | 116e             |                     |                  |
| 2019 |                  |                     |                  |
| 2020 |                  |                     |                  |
| 2021 |                  |                     |                  |
| 2022 |                  |                     |                  |
| 2023 |                  |                     |                  |
| 2024 |                  |                     |                  |

| Jaar | Gent-Wevelgem | Ronde van Vlaanderen | Parijs-Roubaix | Amstel Gold Race | Luik-Bast.‑Luik | Omloop Het Nieuwsblad | Parijs-Tours |  | Wereldranglijsten |
| ---- | ------------- | -------------------- | -------------- | ---------------- | --------------- | --------------------- | ------------ |  | ----------------- |
| 2010 | opgave        |                      |                |                  |                 |                       |              |  |                   |
| 2011 |               |                      |                |                  |                 |                       | opgave       |  |                   |
| 2012 |               | 87e                  |                |                  |                 |                       | 73e          |  |                   |
| 2013 | opgave        | opgave               |                |                  |                 |                       |              |  |                   |
| 2014 |               |                      |                |                  |                 |                       | 11e          |  |                   |
| 2015 |               |                      |                |                  |                 |                       | opgave       |  |                   |
| 2017 | 85e           | 21e                  |                | opgave           |                 |                       |              |  | 256e (UWT)        |
| 2018 | opgave        | 101e                 |                | opgave           |                 | 26e                   |              |  | 276e (UWT)        |
| 2019 | 47e           |                      |                |                  | opgave          | 24e                   |              |  |                   |
| 2020 |               |                      |                |                  |                 |                       |              |  |                   |
| 2021 |               |                      | 19e            |                  |                 |                       | opgave       |  |                   |
| 2022 |               |                      | 23e            | 113e             | opgave          |                       | 45e          |  |                   |
| 2023 | opgave        | opgave               | opgave         |                  |                 | 93e                   | opgave       |  |                   |
| 2024 |               |                      | 59e            |                  | opgave          |                       |              |  |                   |

## Ploegen
- 2009 –  Landbouwkrediet-Colnago (stagiair vanaf 1-8)
- 2010 –  Landbouwkrediet
- 2011 –  Landbouwkrediet
- 2012 –  Landbouwkrediet-Euphony
- 2013 –  Crelan-Euphony
- 2014 –  Roubaix Lille Métropole
- 2015 –  Roubaix Lille Métropole
- 2016 –  Wallonie Bruxelles-Group Protect
- 2017 –  Team Katjoesja Alpecin
- 2018 –  Team Katjoesja Alpecin
- 2019 –  Wallonie Bruxelles
- 2020 –  Bingoal-Wallonie Bruxelles
- 2021 –  Intermarché-Wanty-Gobert Matériaux
- 2022 –  Intermarché-Wanty-Gobert Matériaux
- 2023 –  Intermarché-Circus-Wanty
- 2024 –  Intermarché-Wanty
- 2025 –  Van Rysel-Roubaix

Amorison · Barbé · Bellemakers · Bertrand · Boucher · De Waele · Delfosse · Drouilly · Flahaut · Gourgue · Meirhaeghe · Neirynck · Nys · R. Peeters · K. Peeters · Ricci Poggi · Scheirlinckx · Verheyen · De Scheemaeker (stagiair) · Planckaert (stagiair) · Van den Haute (stagiair)
Amorison · Barbé · Bellemakers · Bertrand · Boucher · Caethoven · Commeyne · De Waele · Dekkers · Delfosse · Dockx · Drouilly · Gourgue · Neirynck · Nys · K. Peeters · Planckaert · Ricci Poggi · Scheirlinckx · Van den Haute · Verheyen · Barteau (stagiair) · De Scheemaeker (stagiair)
Amorison · Baestaens · Barbé · Bellemakers · Breyne · Cammaerts · Commeyne · De Waele · Dekkers · Delfosse · Dockx · Gourgue · Helminen · Honig · Juodvalkis · Kruopis · Nys · K. Peeters · Planckaert · Scheirlinckx · Stallaert · Traksel · Vanthourenhout · Verheyen
Amorison · Baestaens · Barbé · Bellemakers · Breyne · Bueken · Claeys · Cohnen · Commeyne · Delfosse · Devillers · De Waele · Helminen · Honig · Hovelijnck · Juodvalkis · Nys · K. Peeters · Planckaert · Stallaert · Traksel · Vanthourenhout · Backaert (stagiair) · Van Driessche (stagiair)
Amorison · Baestaens · Barbé · Breyne · Bueken · Claeys · Delfosse · Devillers · Honig · Hovelijnck · Juodvalkis · Nys · K. Peeters · Planckaert · Prémont · Stallaert · Steels · Sys · Vanherck · Vanthourenhout · Vantomme · Claes (stagiair) · David (stagiair) · Verwaest (stagiair)
Belkov · Biermans · Bystrøm · Gonçalves · Haller · Hollenstein · Kišerlovski · Koeznetsov · Kotsjetkov · Kristoff  · Lammertink · Losada · Machado · Mamykin · Martin   · Mathis · Mørkøv · Planckaert · Politt · Restrepo · Špilak · Taaramäe · Vicioso · Würtz Schmidt · Zabel · Zakarin · Havik (stagiair)
Belkov · Biermans · Boswell · Cras · Dowsett · Fabbro · Gonçalves · Haas · Haller · Hollenstein · Kittel · Kišerlovski · Koeznetsov · Kotsjetkov · Lammertink · Machado · Martin · Mathis · Planckaert · Politt · Restrepo · Smit · Špilak · Würtz Schmidt · Zabel · Zakarin
Dehaes · Ista · Jules · Liepiņš · Lietaer · Molly · Mortier · Nõmmela · Paasschens · Peyskens · Planckaert · Robeet · Six · Spengler (t/m 10 oktober) · Taminiaux · T. Wirtgen · Castrique (stagiair) · Huys (stagiair) · Paquot (stagiair) · L. Wirtgen (stagiair)
Castrique · De Bie · Huys · Ista · Lietaer · Livyns · Molly · Mortier · Nõmmela · Paasschens · Peyskens · Planckaert · Robeet · Six · Suter · Taminiaux · Vallée · Vanendert · L. Wirtgen · T. Wirtgen
Bakelants · Bellicaud · De Gendt · De Plus · De Winter · Delacroix · Devriendt · Eiking · Evans · Hermans · Hirt · van der Hoorn · van Kessel · Koch · Kreder · Lammertink · Meintjes · Minali · Pasqualon · Petilli · Planckaert · B. van Poppel · D. van Poppel · Rota · Taaramäe · Van Melsen · Vanspeybrouck · Vliegen · Zimmermann · Girmay (stagiair) · Daemen (stagiair) · De Pooter (stagiair) · Jarnet (stagiair)
Bakelants · Bystrøm · Claeys · De Gendt · Delacroix · Devriendt · Girmay · Goossens · Hermans · Hirt · Huys · Johansen · Kristoff · Meintjes · Page · Pasqualon · Peák · Petilli · Petit · Planckaert ·  Pozzovivo(vanaf 14/2) · Rota · Taaramäe · Thijssen · van der Hoorn · van Kessel · Van Melsen · van Poppel · Vliegen · Zimmermann · De Pooter (stagiair) · Mihkels (stagiair)
Bonifazio · Bystrøm · Calmejane · Costa · De Gendt · De Pooter · Girmay · Goossens · Herregodts · Huys · Johansen · Marit · Meintjes · Mihkels · Page · Paquot · Petilli · Petit · Planckaert · Rex · Rota · Smith · Taaramäe · Teunissen · Thijssen · van der Hoorn · van Poppel · Vliegen · Zimmermann
Braet · Busatto · Calmejane · Colleoni · De Pooter · Faure Prost · Girmay · Goossens · Herregodts · Kuypers(vanaf 4/4) · Marit · Meintjes · Mihkels · Page · Paquot · Petilli · Petit · Planckaert · Rex · Rota · Smith · Taaramäe · Teunissen · Thijssen · van der Hoorn · Van Hoecke · van Poppel · van Sintmaartensdijk · Zimmermann · Dolven(stagiair)